# Federico Gualdi
Federico Gualdi (1600 circa) è stato un alchimista attivo nella Repubblica di Venezia.

## Biografia
Egli dichiarava d'essere d'origine germanica, informazione incerta in quanto non abbastanza documentata, anche se tale origine è attestata in calce ad un suo ritratto sul frontespizio della Critica della morte, edito nel 1690 da un certo Sebastiano Casizzi.
È certo il soggiorno di Gualdi a Venezia dal 1660 al 1678, mentre il periodo di vita precedente è del tutto ignorato dagli storici.
Nel 1660 e nel 1663, Gualdi sottopone alla Serenissima due proposte d'arginamento dell'acqua alta, notissimo fenomeno ricorrente con le alluvioni della città lagunare. A tal fine sfrutta il diritto esclusivo della Serenissima dato a ogni cittadino di presentare al Consiglio dei Dieci o a ogni altra magistratura un «raccordo» di somma importanza per lo Stato.
I disegni di ambedue i progetti di Gualdi sono stati recentemente editi. Trattandosi solo di studi preparatori, non ebbero mai alcun inizio di esecuzione.
Assai competente nell'industria mineraria, dal 1663 al 1666 esercita il mestiere di mercante di minerali e gestisce un'azienda mineraria della ricca famiglia Crotta, proprietaria di giacimenti metalliferi nella Valle Imperina (Provincia di Belluno), dove sperimenta un nuovo procedimento di fusione del minerale per «via secca» e «via umida», con conseguente aumento della produzione del rame e conseguente arricchimento suo e dei Crotta.
Il suo alto tenore di vita a Venezia suscita numerose gelosie che sfociano in una denuncia presso il Tribunale dell'Inquisizione per attività esoteriche ed appartenenza alla sfera d'influenza ermetico-alchimistica dell'«Aurea Croce». Tra i discepoli di quel sodalizio cabalistico figura tra l'altro il marchese e poeta Francesco Maria Santinelli (fedele della regina Cristina di Svezia). Interrogate alcune persone della cerchia di Gualdi, l'Inquisitore nemmeno lo convoca. Il processo dunque non ha luogo, il che conferma le sue relazioni altolocate nei circoli del potere della Serenissima.
Neanche Leibniz accenna alla presenza del Gualdi in occasione del proprio soggiorno a Venezia nei mesi di febbraio e marzo del 1690.
Nessuna traccia storica riguardante la data della morte di Gualdi è stata rinvenuta fino ad oggi. Tuttavia un'opera di stampo alchimistico è ritenuta di fattura gualdiana, De lapide philosophorum. Un'opera minore è l'Opera universale, scritta in italiano e contenuta in un manoscritto di Überlingen, il 159 della Leopold-Sophie-Bibliothek. Altre opere pervenuteci sono considerate apocrife.

### De lapide philosophorum
De lapide philosophorum (La pietra filosofale) è un lungo testo redatto inizialmente in tedesco e latino, di cui si conoscono solo attualmente una copia stilata nel XVIII secolo da un certo Christophorus Trokhmayr e parecchi adattamenti parziali italiane intitolate Filosofia ermetica.
Il De Lapide philosophorum è diviso in 55 paragrafi cui s'aggiunge un supplemento in latino per porre in opera la realizzazione della pietra filosofale. Vi si scorge il sogno dell'alchimista di trasmutare il piombo in oro. Di fatto, l'oro comune non può essere utilizzato come materia prima nel processo di creazione della pietra filosofale essendo un metallo puro, inalterabile e non perfettibile. D'altronde la natura offre altri metalli e minerali imperfetti: il rame, il ferro, il piombo, il mercurio, lo stagno o l'antimonio. Metallo tossico per il corpo umano, il piombo (per Paracelso l'acqua di tutti i metalli) è, nel linguaggio simbolico dell'alchimia, associato alla materia prima dell'opera filosofale pervenuta allo stadio dell'opera al nero, ed è perciò per l'alchimista «la vil materia ambìta» per operare.
Queste considerazioni sono sintetizzate in una sciarada così presentata:
Con questa figura stilistica foriera di molteplici interpretazioni, Gualdi tenta di confermare simbolicamente il principio alchimistico recondito nell'opera. Inoltre il numero di lettere di lumbus sembra ricordare i sei giorni di lavoro della creazione, e la settima lettera di plumbum sembra ricordare l'ultimo giorno nel quale l'opera divina venne compiuta.
Nel comporre il proprio De Lapide philosophorum, Gualdi indaga oltre i fenomeni empiricamente percepibili, concependo il simbolico e il reale come se entrambi formassero una sola unità.

### Teorie sulla scomparsa
Gualdi sparisce da Venezia misteriosamente come vi era apparso. Nel XVIII secolo parecchie persone hanno dichiarato di essere Federico Gualdi, in particolare un medico-ciarlatano dell'Illuminismo, Melech Auguste Hultazob. Anche Cagliostro (Giuseppe Balsamo) ha tentato di farsi passare per Gualdi, quando il Conte di Saint-Germain dichiarava d'averlo conosciuto.

## La leggenda
Più ancora degli aspetti biografici, di Federico Gualdi è forse più rilevante lo sviluppo della leggenda, che stabilisce dei topoi che ritroveremo in seguito applicati ad altri personaggi in qualche modo accostabili al misterioso alchimista di ambiente veneziano. La vicenda mitica di Federico Gualdi anticipa infatti temi e motivi di quella che, alcuni decenni dopo, riguarderà il Conte di Saint-Germain.
Il 3 aprile 1687, nelle Nouvelles extraordinaires de divers endroits du jeudi 3 Avril 1687 (una pubblicazione conosciuta anche come Gazette de Hollande) appare il frammento di una lettera datata 7 marzo e proveniente da Venezia, che svela ai lettori l'esistenza di un tal Löuis Galdo, dell'età di 400 anni, che portava con sé un suo ritratto di mano di Tiziano, morto 130 anni prima. Il misterioso personaggio era sparito da tre mesi da Venezia, ed era opinione comune che possedesse il segreto della Medicina Universale.
Nel giugno 1687, nel Mercure Galant, commentando la notizia, si annuncia una conversazione che il religioso e scienziato Claude Comiers  (morto nel 1693), tra i più autorevoli redattori del giornale, aveva avuto sull'argomento, le cui interessanti osservazioni avrebbero meritato forma scritta. Il numero del Mercure Galant del settembre 1687 pubblica le anonime Reflexions et doutes sur l'âge de 400 ans que l'on attribué à un homme de ce temps, un testo scettico che raccoglie osservazioni a sfavore della possibilità dell'immortalità. Il testo viene confutato prontamente da Claude Comiers in una parte aggiunta alla ristampa per i tipi di Jean Leonard (Bruxelles 1688), dell'opuscolo La Medecine Universelle ou l'Arte de se conserver en Santé & de prolonger la Vie, in cui il prelato pubblica una Response aux Reflexions & Doutes d'un Anonyme sur l' âge de 400 ans de Löuis Galdo.

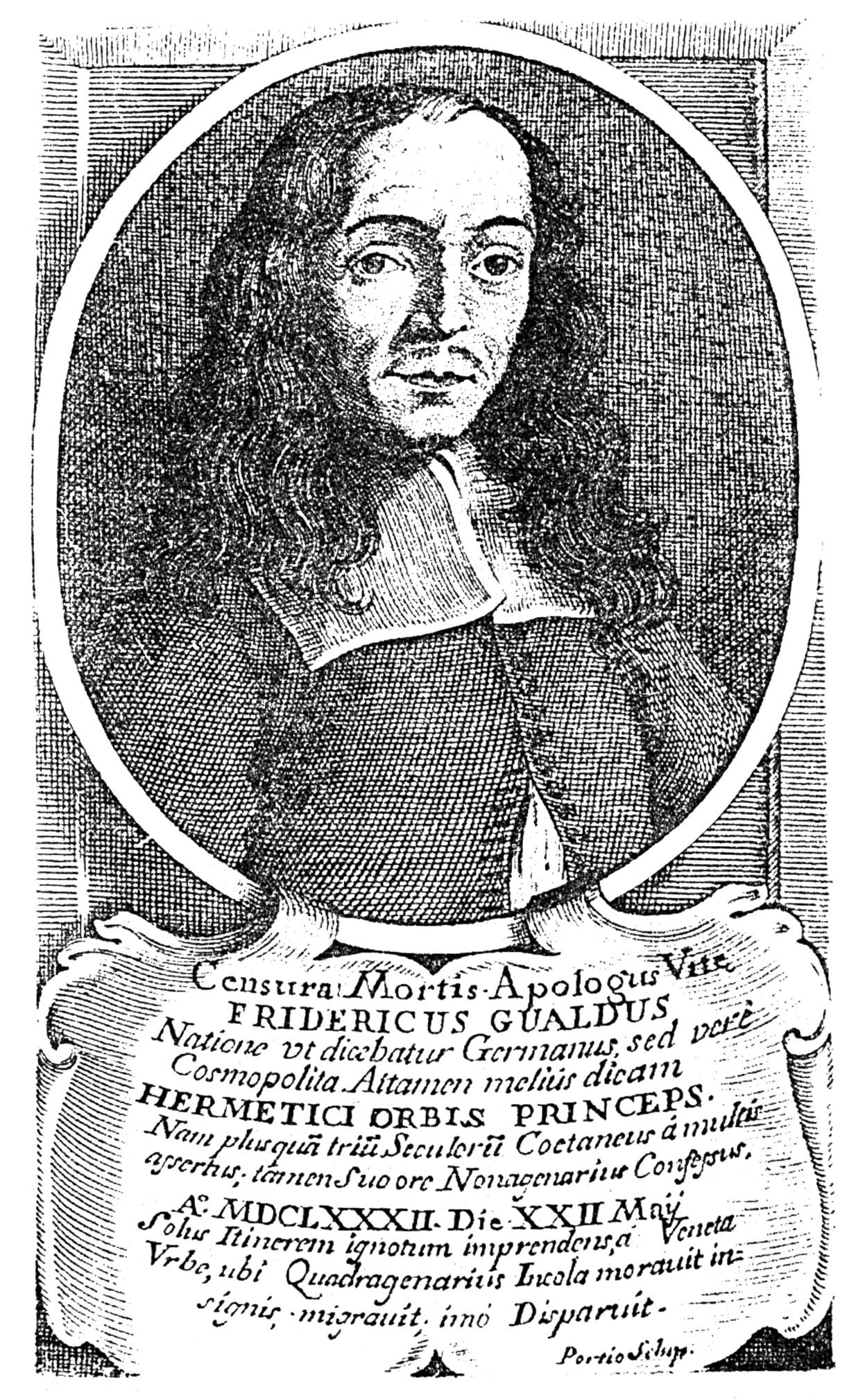
Federico Gualdi nel 1690

A questo punto il caso diviene internazionale, ed il citato Sebastiano Casizzi, autore di cui non abbiamo alcuna notizia ulteriore, nel 1690 pubblica La Critica della Morte overo l'apologia della vita esposta in lingua Francese dal Signor di Comiers Prevosto di Ternan. Trasportata in Italiano a prode universale & aggiontoci un Racconto con alcune Lettere curiose per gli amatori della Scienza Ermetica... (Venezia 1690). Il testo, alla traduzione integrale dell'opuscolo di Comiers, affianca in effetti un Racconto intorno ai successi del Signor Federico Gualdi diretto dal Traduttore al Signor Prevosto di Ternan (pp. 106-120), che narra di alcune vicende veneziane del Gualdi, cui sono poi aggiunte una serie di lettere di soggetto alchimistico tra Federico Gualdi ed alcuni anonimi corrispondenti (pp. 121-172). Il testo conosce una pronta fortuna e se ne conoscono ben cinque riedizioni successive (1694, 1697, 1699, 1704 e 1717).
Le notizie biografiche contenute nella Critica, (in cui finalmente il presunto Löuis Galdo diviene Federico Gualdi), il suo già citato tentativo di ottenere uno statuto di nobiltà dal governo di Venezia attraverso la risoluzione del problema dell'Acqua alta, la narrazione del suo amore respinto per la giovane figlia del casato dei Crotta, di cui egli aveva fatto prosperare le miniere, insieme ai riferimenti ermetici operativi delle lettere accluse al Racconto ed alla misteriosa sparizione del protagonista, costituiscono validi elementi per un sicuro successo della pubblicazione. Nel 1695 la Critica viene citata dall'alchimista napoletano Scipione Severino. Nel 1700 il testo viene tradotto in tedesco, scatenando una serie di reazioni avverse o favorevoli alla presunta età dell'eroe. Nel 1735, nella parte prima delle Lettere di Risposta del patrizio ascolano prospero Cataldi, dedicate alla pietra filosofale, le lettere alchemiche di Federico Gualdi raccolte nella Critica vengono lungamente commentate.
Successivamente, nel 1740, la traduzione inglese dell'Hermippus Redivivus di Johann Heinrich Cohausen (1665–1750) riprende la leggenda di Gualdi, consegnandola al pubblico di lingua inglese. Nel 1799 William Godwin pubblica il romanzo St. Leon, a tale of the sixteenth century, in cui uno dei personaggi principali è chiaramente ispirato da Gualdi, inaugurando un genere di narrativa di tematica rosicruciana che arriverà fino allo Zanoni di Edward Bulwer Lytton.
Nel frattempo, le affermazioni di Hultazob, di Cagliostro e di altri usurpatori del nome Gualdi contribuiscono a formare una leggenda di immortalità dai tratti confusi ed affascinanti. Giacomo Casanova nel 1763 smaschera ad esempio un presunto Gualdi, ed intorno al 1770 un altro Gualdi, stavolta in abito talare, circola per Genova.
Il processo di formazione della leggenda culmina con la ritualizzazione della memoria dell'iniziato veneziano. Hargrave Jennings, nel 1870, parla di Gualdi nel suo The Rosicrucians, their rites and mistery. Nel decennio degli '80 il nome di Gualdi, divenuto un maestro ancestrale, è associato al grado di Zelator nella Societas Rosicruciana in civitatibus foederatis, una massoneria rosicruciana americana. Nel 1934 Alice Bailey, in una dichiarazione, considera Gualdi (il Maestro Veneziano) come uno dei maestri della gerarchia invisibile della teosofica Grande Loggia Bianca.
Nel 1988 Umberto Eco allude al personaggio ne Il pendolo di Foucault, creando nella logica del romanzo una nuova via a Milano: «La via Marchese Gualdi» destinata a ospitare la casa d'edizione Manunzio specializzata nelle pubblicazioni esoteriche.